# Jsi tam, Bože? To jsem já, Ježíš
Jsi tam, Bože? To jsem já, Ježíš (v anglickém originále Are You There God? It's Me, Jesus) je šestnáctý díl třetí řady amerického komediálního animovaného televizního seriálu Městečko South Park. 

## Děj
Eric má infekci tračníku a myslí si, že má periodu. Infekci dostane i Kenny, který jí podlehne. Kyle nechce být poslední, který jí dostane, a tak zalže, že ji má taky. Stan je z toho smutný a zlobí se, že ji také nemá. Lidé mezitím od Ježíše čekají něco zázračného s příchodem milénia. Ten v Las Vegas uspořádá koncert s Rodem Stewartem, který se lidem nelíbí, protože je zpěvák už moc starý. Lidé se pokusí Ježíše znovu ukřižovat, ale v tom se jim zjeví Bůh, který jim slíbí odpověď na jednu otázku. Z davu vystoupí Stan a zeptá, proč ještě neměl periodu. Bůh mu to vysvětlí, řekne, že další otázku zodpoví až na silvestr 4 000, a odletí zpět do nebe.